# Embelia australiana
Embelia australiana är en viveväxtart som först beskrevs av Ferdinand von Mueller, och fick sitt nu gällande namn av Carl Christian Mez. Embelia australiana ingår i släktet Embelia och familjen viveväxter. Inga underarter finns listade i Catalogue of Life.